# Boyd Tinsley Women's Clay Court Classic 2013
Il Boyd Tinsley Women's Clay Court Classic 2013 è stato un torneo di tennis facente parte della categoria ITF Women's Circuit nell'ambito dell'ITF Women's Circuit 2013. È stata la 12ª edizione del torneo che si è giocata a Charlottesville negli Stati Uniti dal 22 al aprile 2013 su campi in terra verde e aveva un montepremi di $50,000.

## Partecipanti

### Teste di serie
| Nazionalità | Giocatrice      | Ranking* | Testa di serie |
| ----------- | --------------- | -------- | -------------- |
| Stati Uniti | Coco Vandeweghe | 91       | 1              |
| Germania    | Tatjana Maria   | 109      | 2              |
| Stati Uniti | Maria Sanchez   | 112      | 3              |
| Stati Uniti | Alexa Glatch    | 116      | 4              |
| Stati Uniti | Julia Cohen     | 124      | 5              |
| Stati Uniti | Jessica Pegula  | 134      | 6              |
| Cina        | Zhang Shuai     | 135      | 7              |
| Stati Uniti | Irina Falconi   | 151      | 8              |

- Ranking al 15 aprile 2013.

### Altre partecipanti
Giocatrici che hanno ricevuto una wild card:
- Lindsey Hardenbergh
- Allie Kiick
- Ashley Weinhold
- Allie Will

Giocatrici che sono passate dalle qualificazioni:
- Jan Abaza
- Sanaz Marand
- Petra Rampre
- Chalena Scholl

## Vincitrici

### Singolare
Shelby Rogers ha battuto in finale  Allie Kiick con il punteggio di 6–3, 7–5.

### Doppio
Nicola Slater /  Coco Vandeweghe hanno battuto in finale  Nicole Gibbs /  Shelby Rogers con il punteggio di 6–3, 7–6(4).